# 變性現象
《變性現象》（英語：The Transsexual Phenomenon）是一本由美國內分泌學家兼性學家哈利·本傑明於1966年與朱利安出版社（The Julian Press）合作出版的醫學專著。該書的重要性在於，它將易性癖視為一種應透過醫學治療的身體性疾病，而非心理問題。本傑明主張，異裝癖與易性癖屬於同一光譜上的不同狀況，應根據個別需求採取不同的治療方式，範圍涵蓋性別肯定激素治療（HRT）乃至手術干預（如睾丸切除术）。
該書剛出版時，評價褒貶不一，但後來被譽為「變性者的聖經」，成為醫學界跨性別醫療照護的標準之一。本傑明及其著作（特別是這本書）被認為促使「變性者」（transsexual）一詞在醫學領域的普及。然而，一些跨性別研究學者認為，該書塑造了許多有害的刻板印象，這些印象至今仍在醫學界延續，例如「跨性別者生錯了身體」的觀念。學者們批評本傑明過於強調「蒙混」（passing）及其他順性別規範（cisnormative）框架。總體而言，本傑明的研究對於跨性別者在醫學領域的可見度影響深遠，為當代跨性別研究奠定了基礎。此外，本傑明在其著作中將「變性者」定義為一個與出生指定性別（本傑明稱之為「生物性別」）相反認同的人。在現代語境中，這一概念通常包含在「跨性別者」的範疇內。

## 背景資訊
在1920至1930年代，哈利·本傑明首次為患者提供跨性別荷爾蒙療法，他的第一位患者是德國跨性別者（cross-gender）奧托·斯潘格勒（Otto Spangler），本傑明為其施用結合型雌三醇（市售名稱為Progynon），並透過X光照射進行絕育處理。雖然他在臨床實踐中接觸過許多跨性別者，但真正讓他與跨性別患者建立穩定聯繫的，是他與性學家阿爾弗雷德·金賽的合作。1966年出版的《變性現象》是本傑明與跨性別社群長期研究的集大成之作。例如，他曾在流行的性教育雜誌《性學》（Sexology）上發表〈七種性別〉（"7 Kinds of Sex"）一文，後來被改編為本書的開篇章節〈性別的交響曲〉（"Symphony of the Sexes"）。此外，他在1954年於《美國心理治療期刊》（American Journal of Psychotherapy）發表的〈易性癖與異裝癖作為心理-生理與生理-心理綜合症〉（"Transsexualism and Transvestism as Psycho-somatic and Somato-Psychic Syndromes"）一文，也為《變性現象》提供了理論基礎。

## 總結
本傑明在其研究中將性別區分為七個類別：染色體性別（chromosomal sex）、形態性別（morphological sex，指第二性徵的發展）、生殖器性別（genital sex，本傑明認為這決定了一個人的男性或女性身份）、生殖腺性別（germinal sex）、荷爾蒙性別（hormonal sex）、心理性別（psychological sex）及社會性別（social sex）。他將變性者定義為心理性別與其他性別類別相對立的人。因此，他認為治療的目標應該是實現「性別的交響曲」（"a symphony of the sexes"）。
本傑明區分了異裝癖、易性癖和同性戀。他將異裝癖定義為穿著或表現為異性，但對自身生殖器或形態性別（morphological sex）沒有不適感。相較之下，變性者則對自身身體感到極度不適，並尋求醫療介入，以便能夠以異性身份生活。變性者常覺得自己「生錯了身體」。基於這一區分，本傑明創建了一個七點量表，稱為「性別取向量表」（Sex Orientation Scale, S.O.S），靈感來自阿爾弗雷德·金賽的性取向量表。「類型〇」指的是對自身性別沒有任何矛盾的人，即現代術語中的「順性別者」。其餘類型一至六則構成從異裝癖到變性的光譜，兩者分別處於量表的兩極。
| 群組 | 类型 | 名稱                   | 金赛量表 |
| ---- | ---- | ---------------------- | -------- |
| 一   | 一   | 偽異裝癖               | 0–6      |
| 一   | 二   | 戀物性異裝癖           | 0–2      |
| 一   | 三   | 真異裝癖               | 0–2      |
| 二   | 四   | 變性慾者（非手术）     | 1–4      |
| 三   | 五   | 真變性慾者（中等强度） | 4–6      |
| 三   | 六   | 真變性慾者（高强度）   | 6        |

表1：哈利·本傑明的性別取向量表。
本傑明還指出，同性戀與異裝癖及變性本質上是不同的。他在本節結尾時將這些差異簡要總結為：「異裝者有社會問題，變性者有性別問題，而同性戀者有性（取向）問題。」
在介紹性別取向量表（S.O.S）後，本傑明進一步詳細說明了每種類型的特徵。「偽異裝癖者」（類型一）：此類人不會穿著異性服裝，但會從異裝幻想中獲得極大的滿足感。「戀物性異裝癖者」（類型二）：以性興奮為主要動機的異裝行為。「真異裝癖者」（類型三）：其核心的「偏差」在於穿著異性服裝，並具有強烈的情感與性衝動驅使其這樣做，此類人的異裝癖可能會進一步發展為變性。本傑明認為，這種從異裝癖向變性的演變是漸進式的，有些異裝者可能最終發展出對醫療干預的需求。
根據本傑明的說法，沒有任何人「就像術前變性者，如此不斷地不快樂」。他記錄了變性患者為了使自己的「生殖器性別」更符合心理性別而進行自我傷害的情況。在討論生殖器性別時，本傑明也探討了變性者的性行為。性行為作為一種戀物癖的表現，可能是一種表達其女性氣質的方式，或者單純是為了讓自己更容易被認為是女性（例如在性交易的情境下）。本傑明強調，變性手術對於變性者（類型五和六）來說是至關重要的，但這類手術卻因醫療機構的拒絕而廣泛無法獲得。此外，荷爾蒙治療的不可及性以及社會污名化，構成了「變性者的障礙」。
本傑明試圖尋找易性症的病因。他得出結論，沒有遺傳因素影響這種「狀況」，但發現與目標性別的荷爾蒙水平增加存在關聯。在心理學方面，本傑明將童年條件反射與銘印作用視為可能的病因。從佛洛伊德的觀點來看，童年條件反射似乎是一種可能的解釋，但本傑明認為，父親缺席的情況並不一定會導致同性戀、異裝癖或易性癖，這表明其影響並非決定性因素。
他考慮了針對跨性別女性的心理治療與荷爾蒙治療。本傑明指出，由於變性者的心理無法調整以適應其身體，那麼採取相反的做法——讓身體適應心理——是合乎邏輯且合理的。接著，他詳細描述了雌激素治療，包括其預期效果、副作用、還有乳房發育，以及服用方式，如口服與非經消化道給藥（如注射）。
本傑明接著描述了針對變性者的外科手術方法，主要包括去勢、睾丸切除术與陰道成形術，並主張，如果醫生認為這是幫助患者獲得「更幸福未來」的唯一方式，那麼這些手術就是合理的。他提到了幾種不同的去勢方法，並指出有些外科醫生為了避免法律責任，會選擇讓睾丸停留在未下降狀態。 此外，他還制定了一套標準，用於判斷哪些變性者能成為「令人信服的女性」，因此應該符合手術資格。在他看來，「魁梧的男性體格、六英尺（約183公分）以上的身高，以及濃密的黑色鬍鬚，都是令人擔憂和懷疑的因素。」在對其研究具有重要影響的一段內容中，他還列出了進行變性手術的四種主要動機：性動機——他描述為「希望擁有可運作的陰道，以便從事異性戀關係」。 性別動機——即迫切緩解性別焦慮的需求。 法律動機——即對於被發現或被逮捕的持續恐懼。 社會動機——即由於被視為女性化的男性而遭受的嘲弄與歧視。
接下來，本傑明研究了52名「男性變性者」（即跨性別女性）及其各自手術的結果，統計如下：[17] 33.3% 回報結果「良好」， 52.9% 回報結果「滿意」， 9.8% 回報結果「存疑」， 1.9% 回報結果「不滿意」， 1.9% 回報結果「未知」。 在進一步考慮了可能的性功能障礙，並回顧了當時「貧乏的」醫學文獻後，本傑明得出結論：無論變性者在手術後仍有多少困擾，他們「在手術後的情況總比手術前來得好……」
本傑明還探討了異裝者與易性者的法律層面。在此，他提出反對將易性行為與異裝行為刑事化的論點，並將其與同性戀、毒癮、性交易及酗酒進行比較，認為這些問題應被視為社會問題，而非刑事問題。此外，他還提出了一種法律補救措施，以避免異裝者被逮捕，該方案基於漢堡警察局（Hamburg Police Department）採用的模式：
根據醫生證明，漢堡警察局會向異裝者發放一張證明卡，該卡並不賦予他們「穿著異性服裝」的許可，而只是表明此人已被警局認定為異裝者。僅此而已，但這已足夠免除該個體因「穿著異性服裝」而被懷疑具有「犯罪意圖」，從而避免遭到逮捕。
最後，本傑明在一個單獨的章節中探討了「女性變性者」，即跨性別男性，並報告其與「男性變性者」的比例約為1:6。他將這種比例差異與女性同性戀行為的較低發生率聯繫起來，但也承認，男性與女性變性者的症狀表現幾乎相同。然而，他描述說，女性變性者通常渴望「典型的男性職業」，但往往不得不務實地選擇辦公室工作。此外，他認為雄激素注射是一種有效的藥物，可抑制月經，並在需要時進行全子宮切除術和雙側乳房切除术。
《變性現象》的結尾包含四個附錄。第一個附錄由本傑明撰寫，提出了總結性的評論。他認為易性症的病因仍不明確，但指出神經學與心理學可能提供答案。他預測性別肯定手術將被視為正當的醫療程序，手術技術將更加完善，法律改革也將隨之而來。然而，他也坦承，在美國，變性者必須「幸運地出生」才能獲得合適的治療。第二個附錄由戈賓德·貝哈里·拉爾（Gobind Behari Lal）撰寫，主張人類性別具有互補性，並提出應將人類視為擁有雙性特質的個體，而非絕對對立的兩性，而這種雙性特質的比例因人而異。第三個附錄由本傑明的同事理查德·格林（Richard Green）撰寫，探討了古典時期與原住民社會中易性的歷史與神話。最後一個附錄由R.E.L. 馬斯特斯（R.E.L. Masters）編撰，包含四篇變性者的自傳，以及三篇易性患者的傳記概述。本書的最終部分則附上了本傑明部分患者的生殖器術前與術後的照片。

## 發表歷史
《變性現象》最初於1966年由朱利安出版社（The Julian Press）出版，並於1977年由華納出版社（Warner Press）再版。它在1966年也由Ace 出版公司（Ace Publishing Company）發行，並於1999年由杜塞尔多夫的 Symposium Publishing 以電子版形式出版。該書在首次出版時，在德國與美國均受到廣泛閱讀與評論。

## 評論界反應
該書出版後評價不一。1966-67 年冬季刊的《精神分析評論》（Psychoanalytic Review）認為該書「作為對大量研究的深思熟慮的綜合，並以富有同情心的視角看待這一現象，值得尊重」，但對心理學家和精神分析學家來說則令人失望。然而，《Real Life Guide》認為該書可讀性高，並且在製書品質上達到了很高的水準。儘管《同性戀研究》（Homophile Studies）對該書的目標讀者不明確以及似乎推廣矯正手術表示不滿，《美國心理治療雜誌》（The American Journal of Psychotherapy）則稱其為「文學事件」，並寫道：「令人欣慰的是，班傑明長久以來為跨性別者爭取權利的呼聲開始獲得成功。」

## 文化影響
《變性現象》在學術界被稱為「變性者的聖經」。它被視為首部探討變性主題的教科書，並為變性醫療帶來新的正當性，促成約翰霍普金斯大學、明尼蘇達大學、史丹佛大學及加州大學洛杉磯分校（UCLA）等機構設立性別認同診所。由於班傑明的著作出版，「美國的整體情勢從 1965 年幾乎沒有任何機構支持變性治療與手術，到 1975 年已有約二十家主要醫療中心提供治療，並為數千名變性者施行手術。」歷史學家凡恩·布洛（Vern Bullough）甚至認為《變性現象》的影響力如此之大，以至於它單槍匹馬地使「變性」（transsexual）這個詞在美國語境中普及。此外，桑迪·史東（Sandy Stone）記錄了早期性學家大衛·奧利佛·考德威爾（David Oliver Cauldwell）與哈利·班傑明對該詞（transsexual）拼寫的影響——考德威爾有時僅使用一個「s」，而班傑明則始終使用兩個「s」。
《變性現象》是第一本嚴肅探討變性者能夠「成功」以其認同的性別與性別角色生活的醫學文本。因此，有人認為這本書的影響力使哈利·班傑明成為「當代西方變性論的奠基人」，因為「所有後續由醫療從業者發表的作品都延續了班傑明所塑造的刻板印象」。《變性現象》的影響力不僅體現在制度層面，也影響了個別人士。例如，歷史學家蘇珊·史翠克（Susan Stryker）指出，舊金山警官艾略特·布萊克斯通（Elliott Blackstone）——他在康普頓咖啡館暴動（Compton Cafeteria Riots）中發揮了重要作用——在閱讀《變性現象》後，成為了反對警方騷擾變性者的積極倡導者。
班傑明的研究對於跨性別理論領域也具有重要影響，儘管其接受度與影響力在此領域褒貶不一。在具有里程碑意義的《帝國反擊戰：後變性宣言》（The Empire Strikes Back: A Posttransexual Manifesto）一文中，桑迪·史東（Sandy Stone）記錄道：
當最初的診所成立時，班傑明的書被視為標準參考文獻。而當第一批變性者接受評估以確定其是否適合手術時，他們的行為表現令人滿意地符合班傑明的標準。研究人員撰寫了相關論文，報告這一現象，並以此作為獲取資金的依據。然而，研究人員花了相當長的時間——數年之久——才意識到，求診者之所以能夠如此符合班傑明的標準，是因為他們也讀過班傑明的書。這本書在變性社群內部流傳，人們爭相傳閱，而求診者當然樂於展現符合標準的行為，以獲得接受手術的機會。
因此，跨性別歷史學者認為，早期性別診所中的變性者之所以表達出班傑明所提出的「身處錯誤身體」的觀點，是因為他們同樣讀過《變性現象》——並且知道，展現出符合班傑明描述的特徵，才是獲得手術以肯認自身性別認同的途徑。
班傑明也因其在《變性現象》中對異性戀規範（heteronormativity）與順性別規範（cisnormativity）的支持而受到嚴厲批評，包括他對「蒙混」（passing）的強調、對性別成功的建構，以及對「男性變性者」作為「合適女性」的標準。其他當代對班傑明的批評還包括 Jillian St. Jacques 的觀點，她指出，《變性現象》的遺產使那些不再認同自己為變性者、但又拒絕「回歸先驗的性別分配」的人，陷入遺憾（regret）的論述之中。近 40 年後，Richard Ekins 和 Dave King 出版了 The Transgender Phenomenon，這本書既是對班傑明研究的更新，也是對其工作的致敬。書中包含〈邁向跨性別社會學〉（"Towards a Sociology of Transgendering"）、〈遷移故事〉（"Migrating Stories"）、〈擺盪故事〉（"Oscillating Stories"）、〈否定故事〉（"Negating Stories"）和〈超越故事〉（"Transcending Stories"）等章節。他們認為，班傑明的變性論框架已不再適用於現代的跨性別社群，並提出「超越二元性別的性別叛逆者」（gender outlaw... beyond the binary）觀點，以「跨性別化」（transgendering）為理論框架，強調人們如何在性別之間遊走或超越性別界限。